# Igelsjön (Viby socken, Närke)
Igelsjön är en sjö i Hallsbergs kommun i Närke och ingår i Norrströms huvudavrinningsområde.